# Tegh
Tegh là một đô thị thuộc tỉnh Syunik, Armenia. Dân số ước tính năm 2011 là 2525 người.